# جواو باتيستا بيكر
جواو باتيستا بيكر (بالبرتغالية: João Batista Becker‏) هو قسيس برازيلي، ولد في 24 فبراير 1870 في زانكت فندل في ألمانيا، وتوفي في 15 يونيو 1946.